# Impact of a Legend
Albums de Eazy-E
Eternal E
(1995) Featuring...Eazy-E
(2007)
Impact of a Legend est un EP posthume d'Eazy-E, sorti le 26 mars 2002 à l'occasion du septième anniversaire de sa disparition.
Cet opus contient des titres inédits qui devaient, à l'origine, figurer sur l'album Str8 off tha Streetz of Muthaphukkin Compton.

## Liste des titres
| No | Titre                                                          | Durée |
| -- | -------------------------------------------------------------- | ----- |
| 1. | Intro (featuring Rhythm D et Steffon)                          | 1:06  |
| 2. | Eazy 1, 2, 3 (featuring Phalos Mode et Loesta)                 | 4:01  |
| 3. | Cock the 9 (featuring Phalos Mode, Loco S.A.B. et The Genie)   | 4:02  |
| 4. | Switchez (featuring Roc Slanga)                                | 4:29  |
| 5. | The Rev (Skit)                                                 | 1:13  |
| 6. | No More Tears (featuring Sacraphyce, Phalos Mode et The Genie) | 4:42  |
| 7. | Ruthless Life (featuring Loesta et Cashish)                    | 4:51  |
| 8. | Still Fuckem (featuring The Genie, Paperboy et Phalos Mode)    | 4:25  |